# Santo Antônio do Monte (ort)
Santo Antônio do Monte är en ort i Brasilien.   Den ligger i kommunen Santo Antônio do Monte och delstaten Minas Gerais, i den sydöstra delen av landet, 600 km sydost om huvudstaden Brasília. Santo Antônio do Monte ligger 938 meter över havet och antalet invånare är 22 592.
Terrängen runt Santo Antônio do Monte är platt åt sydväst, men åt nordost är den kuperad. Det finns inga andra samhällen i närheten.
Omgivningarna runt Santo Antônio do Monte är huvudsakligen savann. Runt Santo Antônio do Monte är det ganska glesbefolkat, med 23 invånare per kvadratkilometer.